# Callictita albiplaga
Callictita albiplaga är en fjärilsart som beskrevs av Adalbert Seitz 1927. Callictita albiplaga ingår i släktet Callictita och familjen juvelvingar. Inga underarter finns listade i Catalogue of Life.